# Pod istim krovom
Pod istim krovom je Emmyem nagrađena američka humoristična serija o dobrostojećoj afroameričkoj obitelji s prebivalištem u Chicagu. Serija je proizašla iz serije "Potpuni stranci". Emitirala se od 22. rujna 1989. do 19. rujna 1997. godine na televizijskoj mreži ABC, a posljednja sezona se emitirala na mreži CBS od 19. rujna 1997. do 17. srpnja 1998. S 215 epizoda, "Pod istim krovom" je druga najdugovječnija američka humoristična serija u kojoj je glavna postava glumaca afroameričkog podrijetla (na prvom mjestu nalazi se serija "The Jeffersons").

## Povijest
Serija se ispočetka fokusirala na život Carla Winslowa i njegove obitelji: žene Harriette, buntovnog sina Eddieja, inteligentne kćeri Lauru, najmlađe kćeri Judy i kasnije posvojenog sina 3J-a.
U prvoj sezoni serije, Winslowi su dom pružili i Carlovoj sarkastičnoj majci Estelle Winslow, kao i Harriettinoj sestri Rachel Crawford i njenom sinu Richieju. Susjed Winslowih, Steve Urkel, predstavljen je tek u sredini prve sezone i uskoro je postao glavni fokus serije.

### Odlasci iz serije
Pošto se serija sve više i više centrirala na Urkelov lik (ponekad i na njegov alter-ego, Stefana), ostali originalni likovi su pali u zaborav. 1993. godine, glumice koje su igrale članice obitelji Winslow, Judy (Jaimee Foxworth) i Rachel (Telma Hopkins) napustile su seriju. Telma je napustila seriju krajem 4. sezone kako bi se fokusirala na vlastitu seriju "Getting By", no do 1997. godine pojavljivala se kao gost. Jaimee Foxworth je tek 2006. godine u "Oprah Winfrey Showu" i "The Tyra Banks Showu" otkrila kako je njena majka inzistirala da njen lik u seriji bude više uključen kako bi dobila više novca, no njeni zahtjevi su odbijeni. Jaimee je otpuštena i producenti su smatrali kako lik neće zamijeniti drugom glumicom, već će Judy jednostavno nestati iz serije. Također su mislili kako publika neće ni zamjetiti Judyin nestanak, koji nije objašnjen do kraja serije. U kasnijim epizodama, Winslowi daju do znanja kako imaju samo dvoje djece, Eddieja i Lauru. Judy je zadnji put viđena na Estellinom vjenčanju.
U kasnijim sezonama i ostali likovi su počeli nestajati. Lik Shawna Harrisona, Waldo, je otišao u kulinarsku školu. Bryton McClure, koji je igrao Richieja, počeo se pojavljivati sve manje kad je predstavljen lik siročića 3J-a, te je u potpunosti nestao iz posljednje sezone. Rosetta LeNoire, koja je igrala Carlovu majku Estelle, se također prestala pojavljivati u zadnjoj sezoni zbog starosti (u vrijeme snimanja zadnje sezone imala je 85 godina). Jo Marie Payton, originalna glumica koja je utjelovila Harriette, napustila je seriju u prosincu 1997. jer je bila nezadovoljna što se serija u potpunosti fokusirala na lik Steve Urkela i njegove alter-egoe (Stefan, Myrtle, O.G.D.). Mnogi su vjerovali kako je u tom trenutku serija "jump the shark" (američki termin korišten za trenutak ili priču po kojem je serija prestala biti zanimljiva). U posljednjoj sezoni, lik Harriette je tumačila Judyann Elder.

### Promjena mreže
1997. godine, CBS je odlučio kupiti "Pod istim krovom" i "Korak po korak" za 40 milijuna dolara od ABC-ja. ABC je tada obećao platiti Miller-Boyett produkciji 1.5 milijun dolara po epizodi za 9-u i 10-u sezonu "Pod istim krovom".

### Zanimljivosti
- Jedini član glumačke postave koji se pojavio u svakoj epizodi jest Reginald VelJohnson (Carl Winslow).
- Lik Stevea Urkela je bio toliko popularan da se pojavio i u ostalim ABC-jevim humorističnim serijama kao "Korak po korak", "Puna kuća" i "Dječak upoznaje svijet". Osim samog lika i djela, poznate su bile i njegove poštapalice "Did I do that?" (Jesam li ja to učinio?) i "Look what you did!" (Pogledaj što si učinio!).
- Lik Harriette Winslow se prvi put pojavio u humorističnoj seriji "Potpuni stranci" gdje je Harriette radila kao zaposlenica u dizalu tvrtke Chicago Chronicle.
- Michelle Thomas, koja je u seriji tumačila lik Steveove djevojke Myre, preminula je u dobi od 30 godina nedugo nakon prikazivanja posljednje epizode. Bolovala je od raka želuca.

## Glumačka postava
| Glumac/ica               | Uloga                                            | Sezona u seriji                              |
| ------------------------ | ------------------------------------------------ | -------------------------------------------- |
| Reginald VelJohnson      | Carl Winslow                                     | sezona 1-9                                   |
| Jo Marie Payton          | Harriette Winslow #1                             | sezona 1-8                                   |
| Judyann Elder            | Harriette Winslow #2                             | sezona 9                                     |
| Darius McCrary           | Eddie Winslow                                    | sezona 1-9                                   |
| Kellie Shanygne Williams | Laura Winslow                                    | sezona 1-9                                   |
| Valerie Jones            | Judy Winslow #1                                  | pilot epizoda                                |
| Jaimee Foxworth          | Judy Winslow #2                                  | sezona 1-4                                   |
| Rosetta LeNoire          | Estelle Winslow                                  | sezona 1-6; gost u 7. – 9.                   |
| Jaleel White             | Steve Urkel Stephan Urquelle Myrtle Urkel O.G.D. | sezona 1-9 sezona 5-9 sezona 2; 7-9 sezona 9 |
| Telma Hopkins            | Rachel Crawford                                  | sezona 1-4; gost u 6., 7., i 9.              |
| Bryton McClure           | Richie Crawford                                  | sezona 2-7; gost u 8. – 9.                   |
| Orlando Brown            | 3J Winslow                                       | sezona 7-9                                   |
| Michelle Thomas          | Myra Monkhouse                                   | sezona 4-9                                   |
| Shawn Harrison           | Waldo Geraldo Faldo                              | sezona 2-8                                   |
| Cherie Johnson           | Maxine Johnson                                   | sezona 2-9                                   |

## Vanjske poveznice
- Uvodna špica